# Закон о соблюдении секретности в изобретательстве (США)
Закон о соблюдении секретности в изобретательстве (англ. Invention Secrecy Act of 1951) — федеральный закон США, принятый в целях недопущения разглашения информации о новых изобретениях и технологиях, которые, по мнению отдельных федеральных ведомств, представляют собой потенциальную угрозу для национальной безопасности Соединенных Штатов.
Попытки регламентировать информацию об открытиях и изобретениях предпринимались руководством США и ранее. Ещё во время Первой мировой войны Конгресс разрешил Бюро по регистрации патентов и торговых марок США засекречивать информацию по определенным патентам оборонного значения. Эти ограничения носили временный характер, но были восстановлены в октябре 1941, в преддверии вступления США во Вторую мировую войну.
Закон 1951 года о секретности изобретений сделал практику засекречивания патентов постоянной. Согласно этому закону, оборонные ведомства должны представлять в Бюро по регистрации патентов секретный список «чувствительных» технологий в формате «Списка категорий безопасности патентов» (англ. Patent Security Category Review List, PSCRL). Этот список был составлен в 1971 и регулярно обновлялся по крайней мере до 1994. В соответствии с Законом 1951 решение о засекречивани новых изобретений осуществляется оборонными ведомствами, а именно армией США, военно-морским флотом США, ВВС США, Агентством национальной безопасности, министерством энергетики США, НАСА и министерством юстиции США.
Закон 1951 года о секретности изобретений требует, чтобы государство засекречивало определённые патентные заявки, содержащие в себе информацию, разглашение которой нежелательно. Таким способом не только обеспечивается ограничение раскрытия информации об изобретении, но и блокируется выдача патента. Примечательно, что этот закон может применяться даже в тех случаях, когда заявка на патент составлена и полностью принадлежит частному лицу или компании, которые работали без какой-либо поддержки со стороны государства. Единственный способ, которым изобретатель может избежать такого риска — отказ от патентной защиты.
По состоянию на конец 2011 финансового года в США действует в общей сложности 5241 указ о засекречивании изобретений. При этом только в течение последнего года государством было издано 143 новых указа такого рода, наложенных на патентные заявки в соответствии с Законом 1951 года. При этом приказы о засекречивании нередко распространяются на изобретения, отношение которых к военным приложениям или к области национальной безопасности непонятно. Например, в 1970-х все продвинутые технологии генераторов энергии на основе возобновляемых природных источников энергии подвергались проверке на предмет ограничения их распространения с помощью Закона 1951 года. В частности, в данный разряд «опасных изобретений» попали и солнечные батареи с эффективностью свыше 20 %, и системы преобразования энергии с эффективностью, превышающей 70-80 %.